# Ernest Bloch
Ernest Bloch, född 24 juli 1880 i Genève, död 15 juli 1959 i Portland, Oregon, var en schweizisk-judisk tonsättare, sedan 1924 medborgare i Förenta Staterna.

## Biografi
Bloch studerade först musik för Émile Jaques-Dalcroze i sin födelsestad Genève. Vidare studier i komposition och violin ägde rum i Bryssel samt i komposition i Frankfurt am Main och München. Vid återkomsten till Schweiz 1904 verkade han som dirigent och kompositionslärare. 
År 1916 emigrerade Bloch till Förenta Staterna, där han 1917-1920 var musiklärare vid David Mannes Music School i New York, 1920-1925 dirigent för Institute of Music i Cleveland och 1925-1930 direktör för konservatoriet i San Francisco. Han vistades i Europa 1930-1938 och efter återkomsten till USA i San Francisco för att till sist bo i Oregon från 1941 och fram till sin död 1959.
Som komponist sökte Bloch skapa en nationell judisk konstmusik. Därvid har han mera knutit an till judiskt psyke och karaktär än till folkmusiken. Han har ett rapsodiskt fritt tonspråk.

## Verk (urval)

### Operor
- Macbeth. 1910

### Verk för orkester
- Symfoni i ciss-moll. 1901-1902.
- Israel Symphony för två sopraner, två altar, bas och orkester. 1916.
- La Montagne
- Orientale
- Symfoniska dikter och rapsodier
  - Vivre et aimer, Hiverprintemps. 1905.
  - Schelomo (Salomon) för violoncell och orkester. 1915.
  - America. 1925
  - Helvetia. 1929.
  - Voice in the wilderness för orkester med obligat violoncell. 1936.
  - Trois poèmes juifs (Danse, Rite och Cortège funèbre). 
  - Psalm 22 för baryton eller alt och orkester. 1915.
  - Évocations. Symfonisk svit. 1937.
  - Suite symphonique. 1944.
  - Svit för viola och orkester. 1919.
  - Violonikonsert. 1937.

### Verk för kammarorkester
- Concerto grosso. 1925
- Four episodes med piano. 1926.

### Verk för soli, kör och orkester
- 4 historiettes au crépuscule. 1903.
- 4 poèmes d'automne. 1906.
- Avodath Hakodesch för barytonsolo, kör och orkester. 1932-1934.

### Kammarmusik
- Fem stråkkvartetter. 1916, 1945, 1951-1952, 1953 och 1956.
- Pianokvintett. 1924.
- Pianotrion In the mountains. 1924

En violinsonat, en pianosonat samt smärre stycken för violin eller violoncell och piano med mera.